# El Tigre, Tzintzuntzan
El Tigre är en ort i Mexiko.   Den ligger i kommunen Tzintzuntzan och delstaten Michoacán de Ocampo, i den södra delen av landet, 250 km väster om huvudstaden Mexico City. El Tigre ligger 2 272 meter över havet och antalet invånare är 299.
Terrängen runt El Tigre är kuperad. Runt El Tigre är det ganska tätbefolkat, med 139 invånare per kvadratkilometer. Närmaste större samhälle är Pátzcuaro, 19,6 km sydväst om El Tigre. I omgivningarna runt El Tigre växer huvudsakligen savannskog.